# Economía del Imperio Francés
Napoleón, tras hacerse con el poder después de la Revolución francesa y proclamarse Emperador en 1804, conquistó la mayor parte del territorio continental europeo basando su sistema económico en el progreso industrial de Francia y en la guerra comercial Gran Bretaña a manera de explotación
La idea del bloqueo surge de la intención de aniquilar al Reino Unido mediante la práctica del aislamiento económico de las islas. Teniendo en cuenta que Gran Bretaña era el principal comerciante de Europa, se deducia de la actitud de Napoleón que quería suplantar a dicho país como potencia económica hegemónica en Europa. De este modo, todas las materias primas, antes comerciadas con Gran Bretaña, debido a que en esos tiempos aun la revolución industrial no tenía una gran influencia en Europa, serían dirigidas a Francia, la cual dirigiría el panorama internacional. Pero Inglaterra burló el bloqueo mediante el contrabando, dirigido por puntos estratégicos desde Gibraltar, el Mar del Norte y el Mar Negro. 
La meta del gobierno del imperio era lograr que, al aniquilar a Inglaterra con el bloqueo, se aniquilara al mismo tiempo la industria floreciente de los países ocupados, ya que no existiría el foco industrial inglés del desarrollo europeo, dejando solamente a la industria francesa, con lo cual los impuestos y el comercio forzado con Francia mantendrían al imperio. Una idea que nunca pudo aplicarse por completo debido a las continuas coaliciones que, tras más de una década de guerras, acabaron con el Imperio Francés de Napoleón I. 
Por otra parte, la sucesiva ocupación de estados por Napoleón hizo que los diversos estados adquirieran un sistema económico diverso, basado en las necesidades del Imperio Francés. De este modo, se inició en éstos una política económica con las siguientes características:
- Los estados estaban sujetos a un régimen fiscal desfavorable, todos pagaban impuestos elevados, que eran dirigidos a la movilización de la maquinaria bélica francesa.
- Sólo los productos producidos por las actividades primarias (minería, agricultura, ganadería, etc.) se podían exportar a Francia, por el temor a que la llegada de productos manufacturados compitiera con la producción francesa.
- Los productos franceses expedidos a otros países ocupados estaban sometidos a fuertes impuestos y siendo además los únicos productos permitidos en los mercados.
- La única industria favorecida con la ocupación era la industria nacional de Francia, protegida por el gobierno y el Banco de Francia, mediante préstamos y una serie de políticas económicas que la hacían superior a las de los países ocupados, la meta era ahogarlas de la misma forma que a Inglaterra.
- Se inició una gran reforma agraria, expropiando el estado francés gran parte de las tierras cultivables, por lo general de estados católicos que conservaban estructuras económicas feudales. Las tierras expropiadas eran divididas y vendidas, lo que generó grandes ganancias, provocando también grandes pérdidas a los reinos de Nápoles y a Cataluña en España.
- El proteccionismo del Imperio Napoleónico, ejercido mediante el Banco de Francia y los diversos decretos (como el de bloqueo a Gran Bretaña), fueron los responsables de esta política económica, que afectó gravemente a Italia, aunque no tanto a Alemania, y que fue también responsable del auge del contrabando. Las colonias de los estados ocupados debían producir para importar los productos a las naciones ocupadas y de allí a Francia.
- La mayor parte de los materiales primarios producidos por los países ocupados por Francia, que iban a esta, eran producidos para la maquinaria bélica.